# Orthezia olivacea
Orthezia olivacea är en insektsart som beskrevs av Cockerell 1905. Orthezia olivacea ingår i släktet Orthezia och familjen vaxsköldlöss. Inga underarter finns listade i Catalogue of Life.